# Southeast Fuller Road megállóhely
Southeast Fuller Road megállóhely a Metropolitan Area Express zöld vonalának megállója az Oregon állambeli Portlandben.
Az Interstate 205 és a délnyugati 82. sugárút kereszteződésében elhelyezkedő megálló középperonos kialakítású, valamint mellette található egy P+R parkoló.
A megálló megnyitása előtt városrendezési szakemberek a körzet átalakítását tervezték; eszerint a parkolók és hipermarketek helyét életteli, a közlekedéssel kapcsolatos projektek vennék át. A megálló a 2006-ban létesített Észak-clackamasi fejlesztési terület keleti határán fekszik.
| Előző állomás                     |  | Metropolitan Area Express |  | Következő állomás                                                            |
| --------------------------------- |  | ------------------------- |  | ---------------------------------------------------------------------------- |
| SE Flavel Sttovább PSU South felé |  | Zöld vonal                |  | Clackamas Town Center pályaudvartovább Clackamas Town Center pályaudvar felé |

## Fordítás
- Ez a szócikk részben vagy egészben  a   Southeast Fuller Road MAX Station című angol Wikipédia-szócikk ezen változatának fordításán alapul.  Az eredeti cikk szerkesztőit annak laptörténete sorolja fel. Ez a jelzés csupán a megfogalmazás eredetét és a szerzői jogokat jelzi, nem szolgál a cikkben szereplő információk forrásmegjelöléseként.